# Neuilly (Eure)
|  | No s'ha de confondre amb Neuilly-sur-Eure. |

Neuilly és un municipi francès al departament de l'Eure (regió de Normandia). L'any 2007 tenia 137 habitants.

## Demografia

### Població
El 2007 la població de fet de Neuilly era de 137 persones. Hi havia 52 famílies de les quals 8 eren unipersonals (4 homes vivint sols i 4 dones vivint soles), 20 parelles sense fills i 24 parelles amb fills.
La població ha evolucionat segons el següent gràfic:

### Habitatges
El 2007 hi havia 81 habitatges, 52 eren l'habitatge principal de la família, 24 eren segones residències i 5 estaven desocupats. Tots els 81 habitatges eren cases. Dels 52 habitatges principals, 45 estaven ocupats pels seus propietaris, 4 estaven llogats i ocupats pels llogaters i 3 estaven cedits a títol gratuït; 2 tenien dues cambres, 4 en tenien tres, 14 en tenien quatre i 32 en tenien cinc o més. 41 habitatges disposaven pel capbaix d'una plaça de pàrquing. A 15 habitatges hi havia un automòbil i a 33 n'hi havia dos o més.

### Piràmide de població
La piràmide de població per edats i sexe el 2009 era:
| Homes | Edats   | Dones |
| ----- | ------- | ----- |
| 0     | 95 o +  | 4     |
| 0     | 90 a 94 | 0     |
| 0     | 85 a 89 | 0     |
| 0     | 80 a 84 | 0     |
| 0     | 75 a 79 | 0     |
| 4     | 70 a 74 | 4     |
| 8     | 65 a 69 | 4     |
| 0     | 60 a 64 | 0     |
| 0     | 55 a 59 | 0     |
| 0     | 50 a 54 | 8     |
| 12    | 45 a 49 | 8     |
| 8     | 40 a 44 | 8     |
| 0     | 35 a 39 | 0     |
| 12    | 30 a 34 | 4     |
| 0     | 25 a 29 | 4     |
| 0     | 20 a 24 | 0     |
| 16    | 15 a 19 | 0     |
| 4     | 10 a 14 | 8     |
| 4     | 5 a 9   | 4     |
| 4     | 0 a 4   | 4     |

## Economia
El 2007 la població en edat de treballar era de 88 persones, 57 eren actives i 31 eren inactives. Les 57 persones actives estaven ocupades(34 homes i 23 dones).. De les 31 persones inactives 13 estaven jubilades, 10 estaven estudiant i 8 estaven classificades com a «altres inactius».

### Ingressos
El 2009 a Neuilly hi havia 54 unitats fiscals que integraven 142 persones, la mediana anual d'ingressos fiscals per persona era de 21.637 €.

### Activitats econòmiques
Dels 3 establiments que hi havia el 2007, 1 era d'una empresa alimentària i 2 d'empreses de serveis.
L'únic servei als particulars que hi havia el 2009 era una lampisteria.
L'any 2000 a Neuilly hi havia 4 explotacions agrícoles.

## Poblacions properes
El següent diagrama mostra les poblacions més properes.